# Oded Fehr

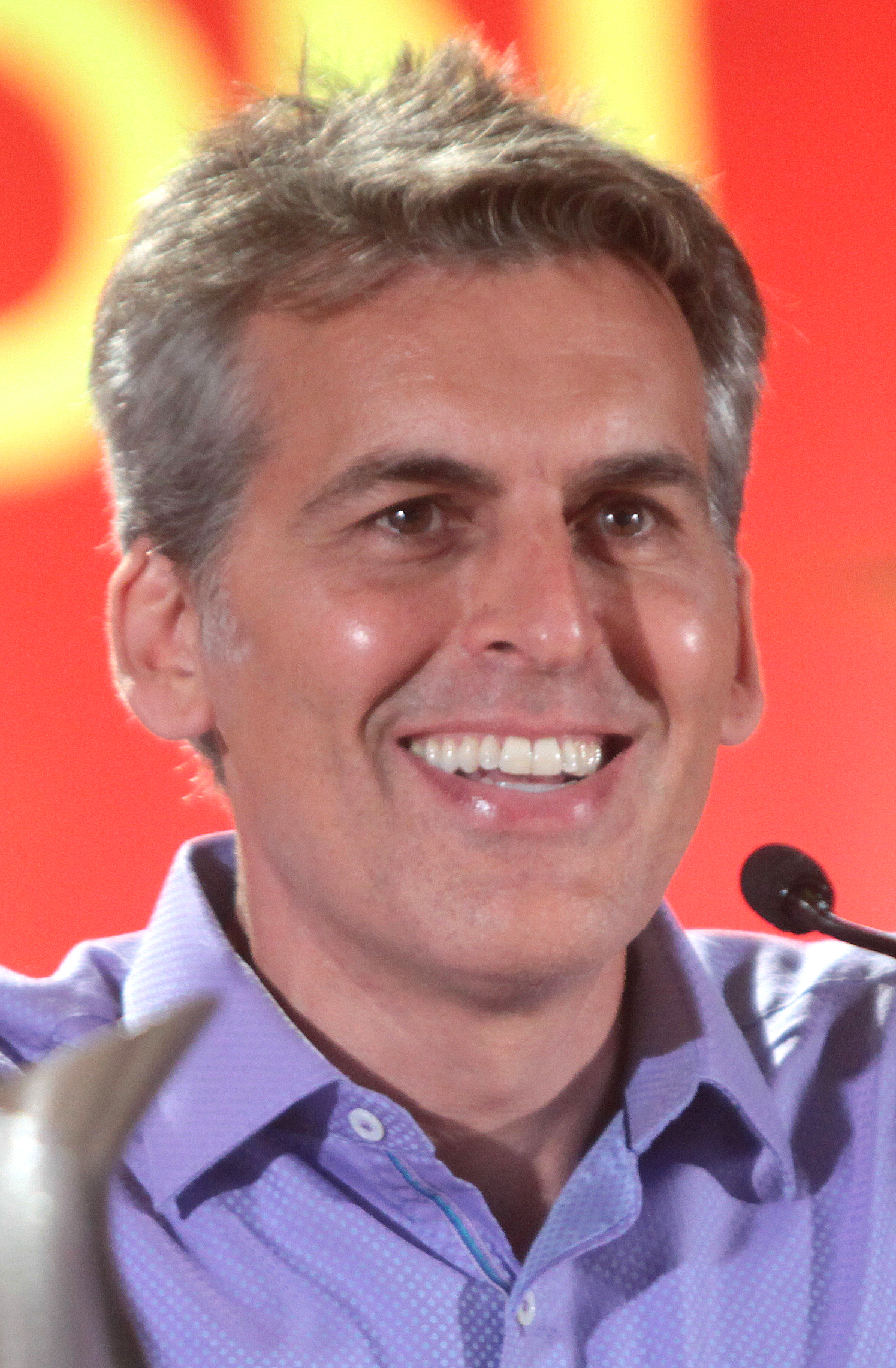
Oded Fehr (2016)

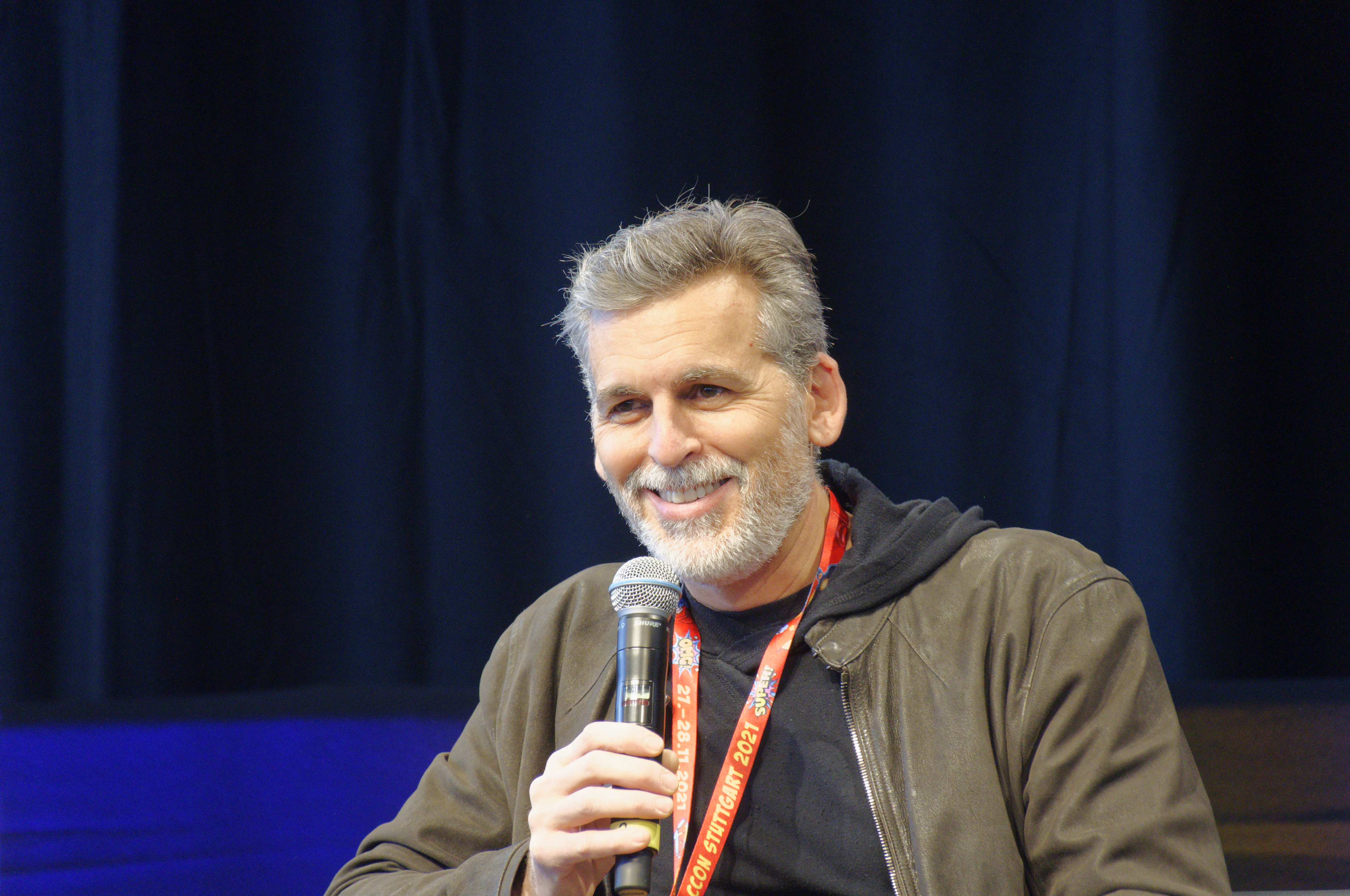
Oded Fehr auf der Comic Con Germany 2022 in Stuttgart

Oded Fehr (hebräisch עודד פהר; * 23. November 1970 in Tel Aviv-Jaffa, Israel) ist ein israelischer Schauspieler.

## Leben
Oded Fehrs Vater ist deutscher, seine Mutter spanisch-niederländischer Abstammung. Er diente drei Jahre bei der israelischen Marine. Zusammen mit seinem Vater betrieb er zwei Jahre lang eine Firma für Marketing und Telekommunikation in Frankfurt am Main und arbeitete zudem als Flugsicherheitsbegleiter für die Fluggesellschaft El Al. Fehr spricht neben Englisch und seiner Muttersprache Hebräisch auch Deutsch.

### Schauspielkarriere
In Frankfurt wirkte er kurzzeitig in einer Schauspielgruppe mit, bevor er nach London ging, um an der Bristol Old Vic Theatre School eine Ausbildung als Schauspieler zu absolvieren. 1998 erfolgte sein Filmdebüt in Killer Net.
Nach seiner ersten Nebenrolle 1999 als Ardeth Bay in Die Mumie wirkte er im selben Jahr, ebenfalls in einer Nebenrolle, an der Seite von Rob Schneider in Rent-a-Man mit. 2001 folgte das Sequel Die Mumie kehrt zurück, in dem er erneut Ardeth Bay darstellte. In den auf der Videospielreihe Resident Evil basierenden Filmen Resident Evil: Apocalypse (2004) und Resident Evil: Extinction (2007) verkörperte er Carlos Olivera, sowie in Flashbacks in Resident Evil: Retribution (2012).

### Privates
Oded Fehr ist seit 2000 mit der US-amerikanischen Filmproduzentin Rhonda Tollefson verheiratet. Das Paar hat drei Kinder; zwei Mädchen und einen Jungen.

## Filmografie

### Filme
- 1999: Die Mumie (The Mummy)
- 1999: Cleopatra
- 1999: Rent a Man – Ein Mann für gewisse Sekunden (Deuce Bigalow: Male Gigolo)
- 2000: Arabian Nights – Abenteuer aus 1001 Nacht (Arabian Nights)
- 2000: Bread and Roses
- 2001: Die Mumie kehrt zurück (The Mummy Returns)
- 2004: Resident Evil: Apocalypse
- 2005: Dreamer – Ein Traum wird wahr (Dreamer: Inspired by a true Story)
- 2005: Deuce Bigalow: European Gigolo
- 2007: Resident Evil: Extinction
- 2008: The Betrayed
- 2009: Hybrid
- 2009: Drool
- 2010: Super Hybrid
- 2012: Resident Evil: Retribution
- 2012: Entführt in Damaskus (Inescapable)
- 2018: White Chamber
- 2024: La Cocina – Der Geschmack des Lebens (La Cocina)

### Serien
- 1998: Killer Net (Episoden 1x01–1x02)
- 1999: The Knock (Episode 4x02)
- 2001–2002: UC: Undercover (13 Episoden)
- 2002: Presidio Med (4 Episoden)
- 2004–2005: Charmed – Zauberhafte Hexen (Charmed, 7 Episoden)
- 2005–2006: Sleeper Cell (18 Episoden)
- 2005: American Dad (Episode 1x13, Stimme)
- 2008: Burn Notice (Episode 2x05)
- 2008: Eleventh Hour – Einsatz in letzter Sekunde (Eleventh Hour, Episode 1x05)
- 2009: Medium – Nichts bleibt verborgen (Medium, Episode 6x03)
- 2010: Three Rivers Medical Center (Three Rivers, 2 Episoden)
- 2010–2014: Covert Affairs (12 Episoden)
- 2010: Law & Order: LA (Episode 1x01)
- 2011: V – Die Besucher (V, 3 Episoden)
- 2012: Jane by Design (3 Episoden)
- 2013: Navy CIS (NCIS, 4 Episoden)
- 2015, 2017, 2019: The Blacklist (4 Episoden)
- 2015: Quantico (Episode 1x09)
- 2015–2016: Stitchers (7 Episoden)
- 2016–2017: Once Upon a Time – Es war einmal … (Once Upon a Time, 3 Episoden)
- 2017: 24: Legacy (5 Episoden)
- 2017: How to Get Away with Murder (Episode 4x07)
- 2018: When Heroes Fly (5 Episoden)
- 2018: The First (8 Episoden)
- 2019: Blood & Treasure – Kleopatras Fluch (Blood & Treasure, 7 Episoden)
- 2020–2024: Star Trek: Discovery (21 Episoden)
- 2021: FBI: Most Wanted (Episode 3×01)
- 2021: FBI (Episode 4×01)
- 2021: FBI: International (Episode 1x01)
- 2025: Das Haus David (House of David, Miniserie)